# Michele Mara
Michele Mara (Busto Arsizio, 2 ottobre 1903 – Busto Arsizio, 18 novembre 1986) è stato un ciclista su strada italiano.
Professionista tra il 1928 ed il 1936, corse per la Bianchi, distinguendosi come velocista. Fu vincitore in una Milano-Sanremo e medaglia d'argento ai mondiali del 1928.

## Carriera
Da dilettante fu secondo al mondiale del 1928, preceduto da Allegro Grandi.
Ebbe la sua stagione migliore nel 1930, quando vinse la Roma-Napoli-Roma, la Milano-Sanremo, il Giro di Lombardia e cinque tappe al Giro d'Italia (a Catania, Teramo, Ancona, Rovigo e Milano). Al Giro d'Italia vinse altre due tappe nell'anno successivo, a Napoli e Genova, ed ottenne il sesto posto finale nel 1932, oltre ad essere per due volte in testa alla classifica generale.

## Palmarès
- 1927

Coppa Caldirola
Coppa Città di Busto Arsizio
Coppa San Geo
Targa d'Oro Città di Legnano
- 1928

Coppa Città di Busto Arsizio
Coppa del Re
- 1929

Coppa Crespi
Astico-Brenta
- 1930

Criterium d'Apertura
Classifica generale Roma-Napoli-Roma
Milano-Sanremo
2ª tappa Torino-Bruxelles (Zurigo > Lussemburgo)
1ª tappa Giro d'Italia (Messina > Catania)
9ª tappa Giro d'Italia (Roma > Teramo)
10ª tappa Giro d'Italia (Teramo > Ancona)
12ª tappa Giro d'Italia (Forlì > Rovigo)
15ª tappa Giro d'Italia (Brescia > Milano)
Giro di Lombardia
- 1931

5ª tappa Giro d'Italia (Pescara > Napoli)
9ª tappa Giro d'Italia (Montecatini > Genova)
- 1932

Circuito dei Castelli Romani
- 1934

Trophée Colimet

## Piazzamenti

### Grandi giri
- Giro d'Italia

1929: 15º
1930: 15º
1931: ritirato
1932: 6º
1934: ritirato
1937: ritirato

### Classiche
- Milano-Sanremo

1930: vincitore
1931: 5º
1932: 3º
1933: 10º
1934: 8º
- Giro di Lombardia

1927: 9º
1930: vincitore
1931: 2º
1932: 6º
1933: 13º

## Piazzamenti nelle competizioni mondiali
- Campionati del mondo

Budapest 1928 - In linea: 2º (dilettanti)